# サンダース島 (サウスサンドウィッチ諸島)

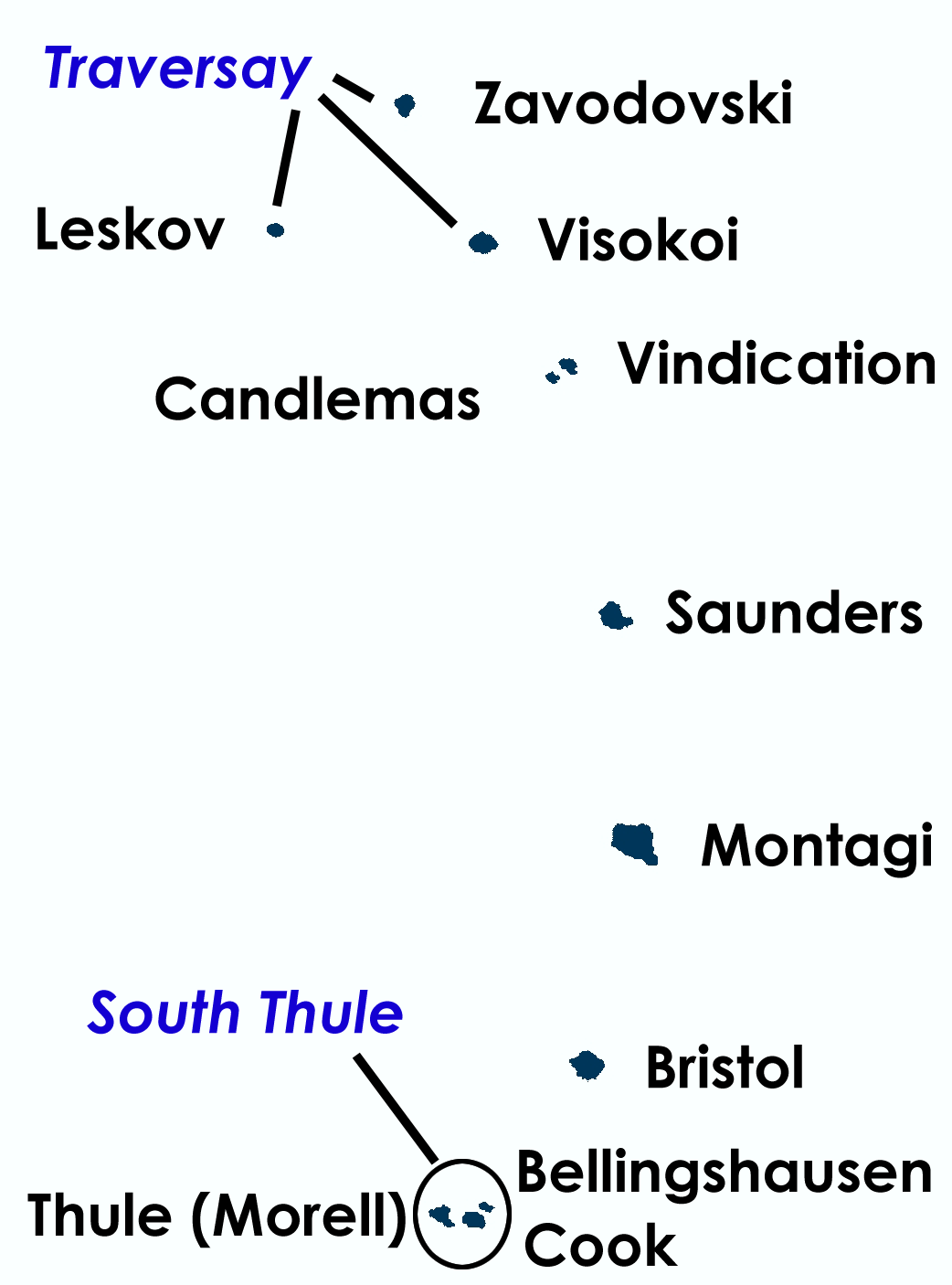
サウスサンドウィッチ諸島

サンダース島（英語: Saunders Island）は、サウスサンドウィッチ諸島の島で、イギリス領サウスジョージア・サウスサンドウィッチ諸島に属している。無人島。最高点は990 m（Mount Michael）。